# How High the Moon: Live at the Viper Room
 (avril 2025).
Motif : Pas de source centrée sur l'album
- Archive Wikiwix
- Bing
- Cairn
- DuckDuckGo
- E. Universalis
- Gallica
- Google
- G. Books
- G. News
- G. Scholar
- Persée
- Qwant
- (zh) Baidu
- (ru) Yandex
- (wd) trouver des œuvres sur Wikidata

| 1. | Préciser le motif de la pose du bandeau. | Précisez le motif de la pose du bandeau en utilisant la syntaxe suivante : {{admissibilité à vérifier\|date=avril 2025\|motif=remplacez ce texte par le motif}}                                                |
| 2. | Informer les utilisateurs concernés.     | Pensez à avertir le créateur de l'article, par exemple, en insérant le code ci-dessous sur sa page de discussion : {{subst:avertissement admissibilité à vérifier\|How High the Moon: Live at the Viper Room}} |

Albums de Masters of Reality
Sunrise on the Sufferbus
(1993) Welcome to the Western Lodge
(1999)
How High the Moon: Live at the Viper Room, sorti en 1997, est le troisième album (et le premier en public) du groupe de rock alternatif Masters of Reality dont l'unique membre permanent est Chris Goss.

## L'album
À l'exception d'un titre, toutes les compositions de l'album sont l'œuvre des membres du groupe.

Il a été enregistré en deux soirs de 1997 au Viper Room Club de West Hollywood.

C'est le seul album avec cette formation.

Le label Cargo Records a réédité l'album en 2001 sous le titre Reality Show.

## Musiciens
- Chris Goss : voix, guitare
- Brendon McNichol : guitare
- Googe : guitare basse|basse
- Victor Indrizzo : batterie (musique)|batterie
- Chris Johnson : claviers

## Liste des titres
1. How High the Moon - 1 min 17 s
2. The Blue Garden - 6 min 18 s
3. Alder Smoke Blues - 6 min 21 s
4. Doraldina's Prophecies - 5 min 16 s
5. She Got Me (When She Got Her Dress On) - 3 min 24 s
6. Jindalee Jindalie - 4 min 32 s
7. John Brown - 5 min 37 s
8. Tilt-a-Whirl/Swingeroo Joe - 4 min 05 s
9. Ants in the Kitchen/Goin' Down - 7 min 13 s
10. 100 Years (of Tears on the Wind) - 4 min 51 s

## Informations sur le contenu de l'album
- The Blue Garden, Doraldina's Prophecies, et John Brown viennent de l'album Masters of Reality; She Got Me (When She Got Her Dress On), Tilt-a-Whirl, Ants in the Kitchen et 100 Years (of Tears on the Wind) de Sunrise on the Sufferbus; How High the Moon, Alder Smoke Blues, Jindalee Jindalie, Swingeroo Joe et Goin' Down sont inédits en album.
- Scott Weiland chante sur Jindalee Jindalie.
- Goin' Down, écrit par Don Nix, est un titre de Moloch (1970) popularisé en 1971 par Freddie King.